# Радіоцентра «Романцево»
Радіоце́нтра «Рома́нцево» (рос. Радиоцентра «Романцево») — селище у складі Подольського міського округу Московської області, Росія.

## Населення
Населення — 580 осіб (2010; 794 у 2002).
Національний склад (станом на 2002 рік):
- росіяни — 96 %